# Albert Schulz (Jurist)
Albert Schulz, Pseudonym San-Marte (* 18. Mai 1802 in Schwedt/Oder; † 3. Juni 1893 in Magdeburg), war ein deutscher Verwaltungsjurist, Dichter, Germanist und Literaturhistoriker.

## Leben
Schulz stammte aus einer Familie von Beamten und Geistlichen. Sein Vater war Rat bei der Justizkammer in Schwedt. Nach der ersten Schulbildung in seiner Heimatstadt besuchte er von 1816 bis 1821 das Königliche Pädagogium von Züllichau. In diese Zeit fallen seine ersten Gedichte. Am 19. September 1821 immatrikulierte er sich als Student der Rechtswissenschaft an der Universität Berlin. Im Oktober 1822 wechselte er bereits an die Rechtswissenschaftliche Fakultät der Universität Heidelberg, an der er bis November 1824 verblieb. Am Ende seiner Studienzeit setzte er noch seine Laufbahn als Staatsbeamter aufs Spiel. Seine Exmatrikel enthält den Vermerk, dass er „wegen eines vollzogenen Duells“ zur Strafe zehn Tage in den Heidelberger Karzer inhaftiert wurde und weitere Untersuchungen angestellt werden müssten, weil er „mit der sog. burschenschaftlichen Parthey Umgang gehabt hat“. Diese Ermittlungen verliefen aber wohl im Sande, da er bereits Weihnachten 1824 Auskultator in Preußen wurde.
Schulz trat am 9. Januar 1825 seinen Dienst am Stadtgericht in Brandenburg an der Havel an. In dieser Zeit oder kurz darauf, legte er sich sein Pseudonym San-Marte zu, dessen genau Bedeutung bis heute ungeklärt ist. Ende 1826 kam er als Referendar an das Oberlandesgericht Naumburg. Bereits um 1830 arbeitete er an der Übersetzung des Parzivals von Wolfram von Eschenbach. Seine Übersetzung wird dreimal aufgelegt und von Wilhelm Grimm positiv bewertet. Das Werk von Wolfram geriet auch weiter in den Fokus seines Wirkens. Im Sommer 1833 wurde Schulz Regierungsrat und Justitiar in der Abteilung des Inneren bei der Magdeburger Regierung. Nach der Veröffentlichung seiner Schrift Ueber den Werth von Provinzialgesetzen, mit besonderer Beziehung auf Preußen wurde er im Herbst 1837 „im Interesse des Dienstes“ als Domänen-Departements-Rat und Justitiar nach Bromberg versetzt. Dort war er entgegen dem Willen seines Dienstherren weiter schriftstellerisch tätig.
Schulz kehrte 1843 nach Magdeburg zurück. Dort wurde er zum 1. Oktober Königlich-preußischer Regierungsrat beim Provinzialschulkollegium. Dieses Amt hatte er schließlich bis zur Versetzung in den Ruhestand zum 1. Januar 1881 inne. 1846 erwarb er sich das Bürgerrecht in der Stadt Magdeburg. Bei der Wahl vom 18. März 1850 wurde er als liberaler Abgeordneter in das Erfurter Unionsparlament gewählt. Am 9. Januar 1875 feierte er sein fünfzigjähriges Dienstjubiläum.
Schulz war Mitglied diverser Gelehrtengesellschaften. Er war Mitglied des Thüringisch-Sächsischen Vereins für Erforschung des vaterländischen Altertums und Erhaltung seiner Denkmale, des Vereins für Thüringische Geschichte und Alterthumskunde zu Jena, der Königlich Deutschen Gesellschaft zu Königsberg, der Berliner Gesellschaft für Deutsche Sprache, des Gelehrtenausschusses des Germanischen Nationalmuseums in Nürnberg sowie der Berliner Gesellschaft für das Studium der neueren Sprachen.

## Ehrungen
- 1862 Ehrendoktorwürde der Universität Königsberg (Dr. phil. h.c.) für seine Übersetzung des Parcival.
- 1864 Roter Adlerorden IV. Klasse (Ritter).
- 1865 Ernennung zum Geheimen Regierungsrat.
- 1880 Königlich-Preußischer Kronen-Orden II. Klasse (Komtur).

## Werke (Auswahl)
Ein umfangreiches Verzeichnis der Werke von Albert Schulz ist im Internationalen Germanistenlexikon gedruckt.

### Monographien und Übersetzungen
Albert Schulz veröffentlichte seine Werke unter dem Pseudonym San-Marte. Spätere Werke trugen dann auch seinen bürgerlichen Namen. Einige waren Herausgeberschaften von Epen  und Sagen.
- Parcival: Rittergedicht, Creutz, Magdeburg 1833.
- Leben und Dichten Wolfram’s von Eschenbach, 2 Bände, Creutz Magdeburg 1836–1841.
- Lieder, Wilhelm von Orange und Titurel: nebst Abhandlungen über das Leben und Wirken Wolfram’s von Eschenbach und die Sage vom heiligen Gral, Creutz, Magdeburg 1841.
- Die Arthur-Sage und die Mährchen des rothen Buchs von Hergest, Basse, Quedlinburg 1842.

- Groß-Polens Nationalsagen, Mährschen und Legenden und  Lokalsagen  des Großherzogthums Posen, 2 Bände, 1842–1844 Band 1
- Nennius und Gildas, Röse, Berlin 1844.
- Beiträge zur bretonischen und celtisch-germanischen Heldensage, Basse, Quedlinburg 1847.
- Über das Religiöse in den Werken Wolframs von Eschenbach und die Bedeutung des heiligen Grals in dessen „Parcival“, Waisenhaus, Halle 1861.
- Die Gegensätze des heiligen Grales und „Von Ritters Orden“, Waisenhaus, Halle 1862.
- Reimregister zu den Werken Wolframs von Eschenbach, Basse, Quedlinburg 1867.

### Dramen
- Des Kreuzes Prüfung, 1845.
- Boleslav II., 1850.
- Der Liebe Streit und Widerstreit, ohne Jahr.